# Marienwerder (Barnim)
Marienwerder ist eine amtsangehörige Gemeinde im Landkreis Barnim des Bundeslandes Brandenburg. Sie ist Mitglied des Amtes Biesenthal-Barnim. Marienwerder bezeichnet gleichzeitig einen Ortsteil der gleichnamigen Gemeinde.

## Geografie
Die Gemeinde Marienwerder liegt westlich der Kreisstadt Eberswalde.

## Gemeindegliederung
Das Gemeindegebiet von Marienwerder wird gebildet aus den Ortsteilen
- Marienwerder
- Ruhlsdorf
- Sophienstädt

sowie den Wohnplätzen
- Forsthaus Grafenbrück
- Grafenbrücker Mühle
- Grafenbrückschleuse
- Pechteich
- Ruhlsdorfer Schleuse

## Geschichte
Marienwerder gehörte seit 1817 zum Kreis Niederbarnim in der Provinz Brandenburg und ab 1952 zum Kreis Bernau im DDR-Bezirk Frankfurt (Oder). Seit 1993 liegt die Gemeinde im brandenburgischen Landkreis Barnim.
Die (Groß-)Gemeinde Marienwerder wurde am 1. Mai 2001 aus den ehemals selbstständigen Gemeinden Marienwerder und Sophienstädt gebildet. Am 31. Dezember 2002 kam die ebenfalls vormals selbstständige Gemeinde Ruhlsdorf dazu. Alle drei Gemeinden gehörten zu diesem Zeitpunkt zum 1992 gebildeten Amt Groß Schönebeck (Schorfheide). Dieses wurde zum 26. Oktober 2003 aufgelöst; die Gemeinde Marienwerder wurde dem Amt Biesenthal-Barnim zugeordnet.

### Ortsteil Marienwerder
Die Gründung des Ortes im Jahr 1746 geht auf Friedrich den Großen zurück. Im Zuge des Neubaus des Finowkanals sollte an der Leesenbrücke ein Spinnerdorf errichtet werden.

### Ortsteil Ruhlsdorf
Ruhlsdorf wurde erstmals 1315 urkundlich erwähnt. Typische Gehöfte mit traufständigen Wohnhäusern und giebelständigen Stallungen sind noch heute erhalten.

### Ortsteil Sophienstädt
Sophienstädt entstand aus einem Vorwerk, das nach 1700 angelegt wurde. Ein Großfeuer im Jahre 1824 zerstörte viele Fachwerkhäuser, die jedoch wieder neu errichtet wurden.

## Bevölkerungsentwicklung
| Jahr | Einwohner |
| ---- | --------- |
| 1875 | 1.077     |
| 1890 | 1.153     |
| 1910 | 1.080     |
| 1925 | 1.376     |
| 1933 | 1.493     |
| 1939 | 1.524     |

| Jahr | Einwohner |
| ---- | --------- |
| 1946 | 1.470     |
| 1950 | 1.445     |
| 1964 | 1.065     |
| 1971 | 0 990     |
| 1981 | 0 835     |
| 1985 | 0 797     |

| Jahr | Einwohner |
| ---- | --------- |
| 1990 | 0 721     |
| 1995 | 0 731     |
| 2000 | 0 918     |
| 2005 | 1.763     |
| 2010 | 1.765     |
| 2015 | 1.745     |

| Jahr | Einwohner |
| ---- | --------- |
| 2020 | 1.691     |
| 2021 | 1.696     |
| 2022 | 1.670     |
| 2023 | 1.655     |
| 2024 | 1.640     |

Gebietsstand des jeweiligen Jahres, Einwohnerzahl: Stand 31. Dezember (ab 1991), ab 2011 auf Basis des Zensus 2011, ab 2022 auf Basis des Zensus 2022
Die Zunahme der Einwohnerzahl 2005 ist auf den Zusammenschluss von Marienwerder und Sophienstädt zur neuen Gemeinde Marienwerder im Jahr 2001 und die Eingemeindung von Ruhlsdorf 2002 zurückzuführen.

## Politik

### Gemeindevertretung
Die Gemeindevertretung von Marienwerder besteht aus 12 Gemeindevertretern und der ehrenamtlichen Bürgermeisterin. Die Kommunalwahl am 9. Juni 2024 führte bei einer Wahlbeteiligung von 73,1 % zu folgendem Ergebnis:
| Partei / Wählergruppe                                        | Stimmenanteil 2019 | Sitze 2019 |        | Stimmenanteil 2024 | Sitze 2024 |
| ------------------------------------------------------------ | ------------------ | ---------- | ------ | ------------------ | ---------- |
| Wählergruppe für Heimat, Tourismus und ländliche Entwicklung | 35,9 %             | 4          | 46,9 % | 6                  |            |
| Wählergruppe für kommunalpolitisch interessierte Bürger      | 31,6 %             | 4          | 42,8 % | 5                  |            |
| CDU                                                          | 05,7 %             | 1          | 10,3 % | 1                  |            |
| Bürgerbündnis Marienwerder                                   | 19,0 %             | 2          | –      | –                  |            |
| Die Linke                                                    | 07,7 %             | 1          | –      | –                  |            |
| Insgesamt                                                    | 100 %              | 12         | 100 %  | 12                 |            |

### Bürgermeister
- 1998–2008: Danko Jur (CDU)[13]
- 2008–2019: Mario Strebe[14]
- seit 2019: Annett Klingsporn

Klingsporn wurde in der Bürgermeisterwahl am 26. Mai 2019 mit 54,1 % der gültigen Stimmen gewählt. Am 9. Juni 2024 wurde sie ohne Gegenkandidat mit 69,2 % der gültigen Stimmen in ihrem Amt bestätigt. Ihre Amtszeit beträgt fünf Jahre.

### Wappen
| Wappen von Marienwerder | Blasonierung: „In Silber auf blauem Wellenschildfuß ein linksgewendetes rotes Segelboot mit silbern-befensterter Kajüte, blauem Segel, belegt mit einer silbernen Garnspule, und rotem Wimpel an der schwarzen Mastspitze.“ |
| Wappen von Marienwerder | Wappenbegründung: Die Entstehung des Wappens reicht bis ins 19. Jahrhundert zurück. Im Jahr 1935 wurde die von dem Heraldiker Ottfried Neubecker gestaltete Fassung vom preußischen Staatsministerium als Gemeindewappen von Marienwerder genehmigt. Das Boot auf den Wellen beschreibt die Lage des Ortsteils zwischen dem Oder-Havel-Kanal im Norden und dem Finowkanal im Süden, was Marienwerder auch die Bezeichnung „Insel“ eintrug. Die Spindel erinnert an die Gründung des Ortes als Spinnerdorf durch Friedrich den Großen im 18. Jahrhundert. Das Wappen wurde am 17. Juli 2000 durch das Ministerium des Innern genehmigt. |

### Gemeindepartnerschaften
- Dobra (Woiwodschaft Westpommern, Polen)[19]
- Rymań (Woiwodschaft Westpommern, Polen)

## Sehenswürdigkeiten und Kultur

### Bauwerke
In der Liste der Baudenkmale in Marienwerder und in der Liste der Bodendenkmale in Marienwerder stehen die in der Denkmalliste des Landes Brandenburg eingetragenen Kulturdenkmale.
Das Ortsbild des Ortsteils Marienwerder wird geprägt durch die 1855 erbaute Dorfkirche in neugotischem Stil.
Die  Ruhlsdorfer Kirche wurde 1775 erbaut. Der quadratische Saalbau zeichnet sich durch eine Besonderheit aus – eine Ein-Zeiger-Uhr im Kirchturm. Im Ortsteil befindet sich am Ruhlesee das Feriendorf Dorado für Klassen- und Gruppenfahrten auf einer Fläche von 43.000 m².
Die Kirche im Ortsteil Sophienstädt wurde 1914 durch Georg Büttner erbaut. In der Nähe des Ortsteils liegt das Naturschutzgebiet Mergelluch.

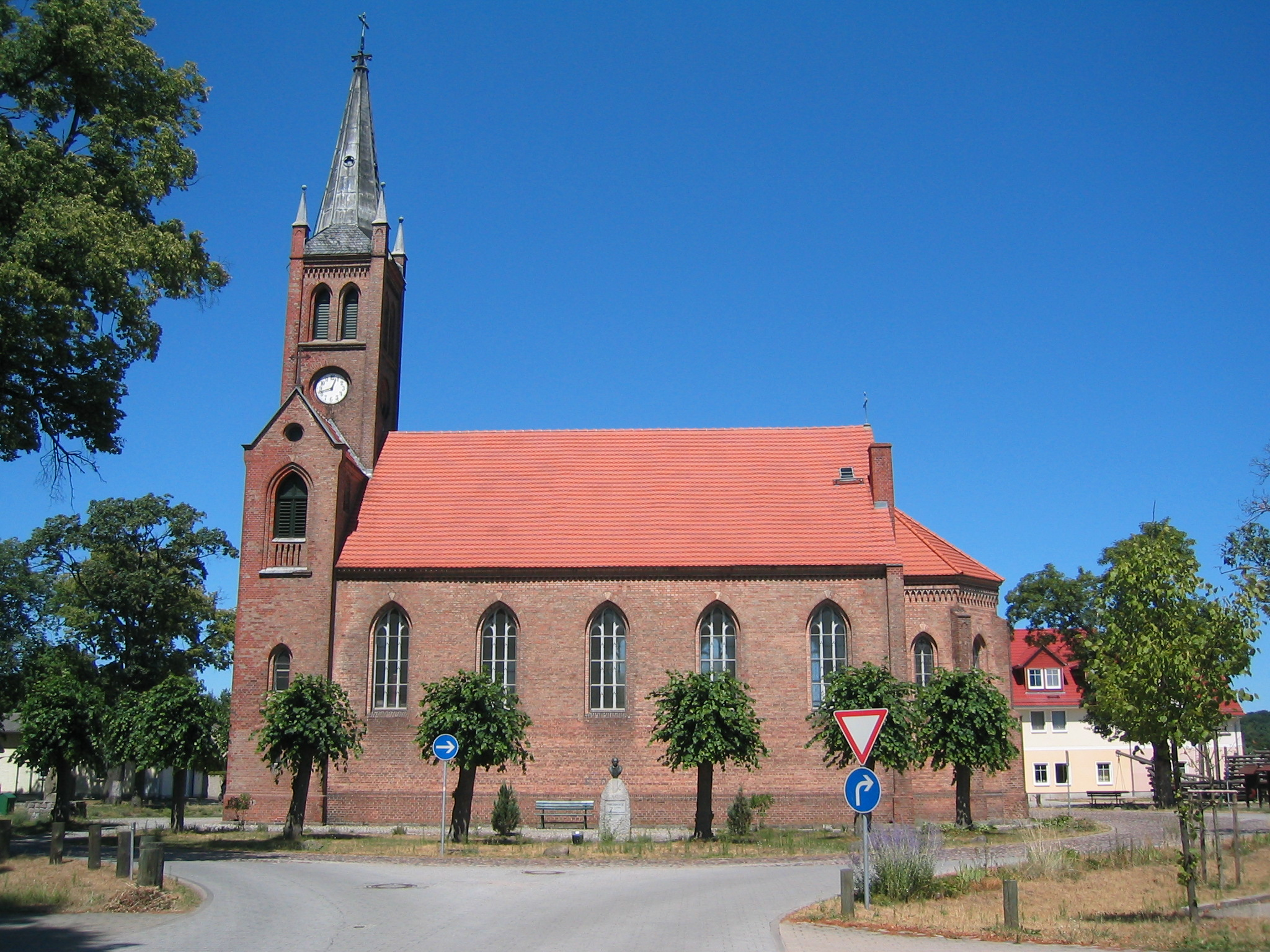
Kirche in Marienwerder
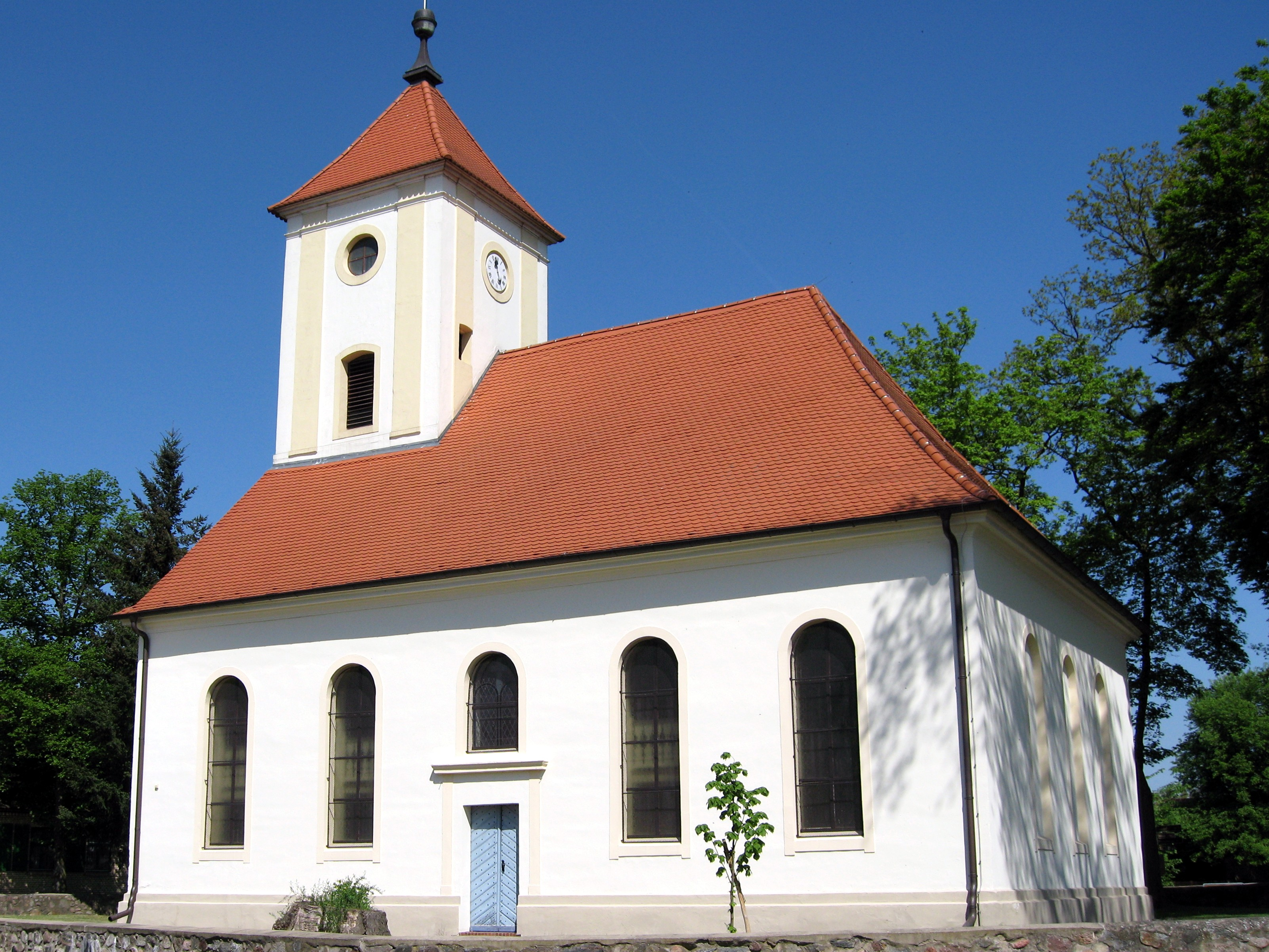
Kirche in Ruhlsdorf
Kirche in Sophienstädt

### Regelmäßige Veranstaltungen

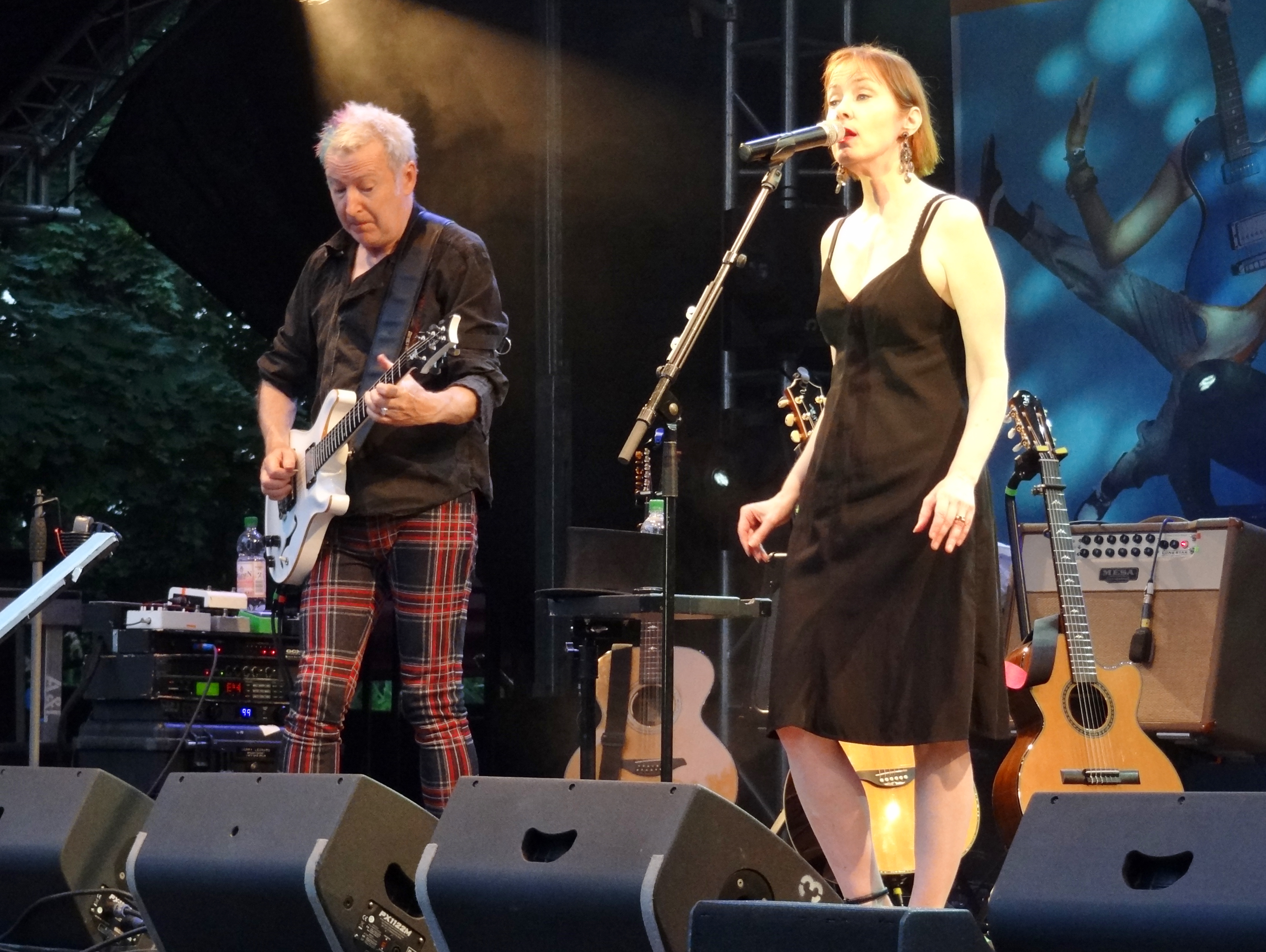
Suzanne Vega im Juli 2016

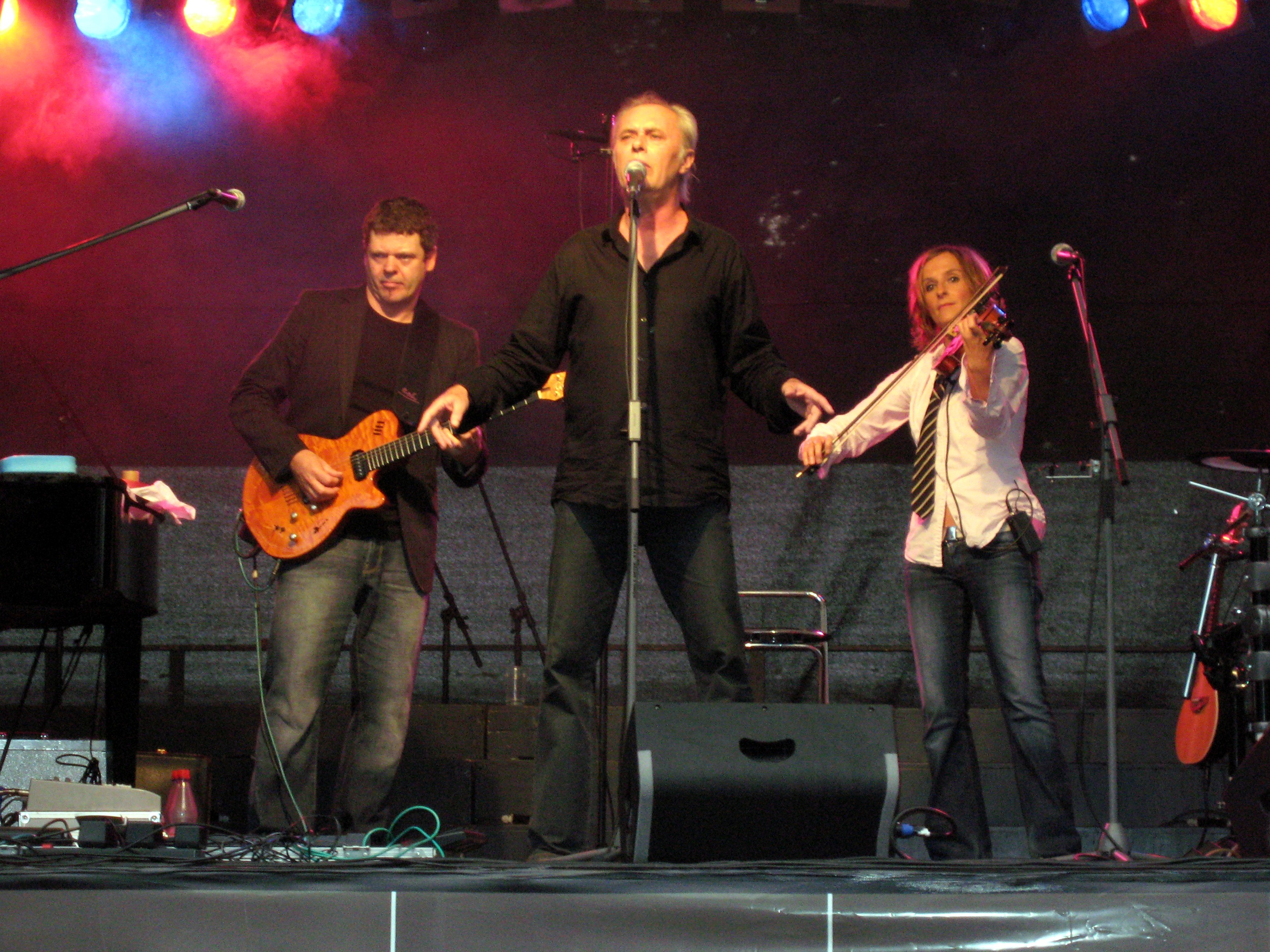
Lift beim „Inselleuchten“ 2008

Seit dem Jahr 2004 findet jährlich an einem Wochenende im Sommer das Festival „Inselleuchten“ an der Leesenbrücker Schleuse statt. Zu den zweitägigen Open-Air-Konzerten wird die „Insel“, an der Schleuse beidseitig vom Wasser des Finowkanals umflossen, durch Lichtinstallationen geschmückt. Viele Kleinkünstler bieten ein Nebenprogramm mit Gesang, Tanz, Jonglage und Artistik.
Seit 2007 führt der Schauspieler und Musiker Axel Prahl durch das Programm, der neben der Moderation auch selbst musiziert und improvisiert. Prominente Künstler, die beim „Inselleuchten“ Konzerte gaben, waren bisher beispielsweise Heinz Rudolf Kunze, Annett Louisan, Katja Riemann, Joachim Witt, Klaus Hoffmann, Marianne Rosenberg, Andreas Kümmert, Suzanne Vega mit Gerry Leonard, die Rockbands Silly und Lift oder auch der Popchor Scala & Kolacny Brothers und die 17 Hippies. Veranstalter ist der Verein Kulturreich Barnim, Ausrichter die Agentur PUBLIC aus Lanke. Unterstützt wird das Festival vom Rundfunk Berlin-Brandenburg (RBB).

## Verkehr

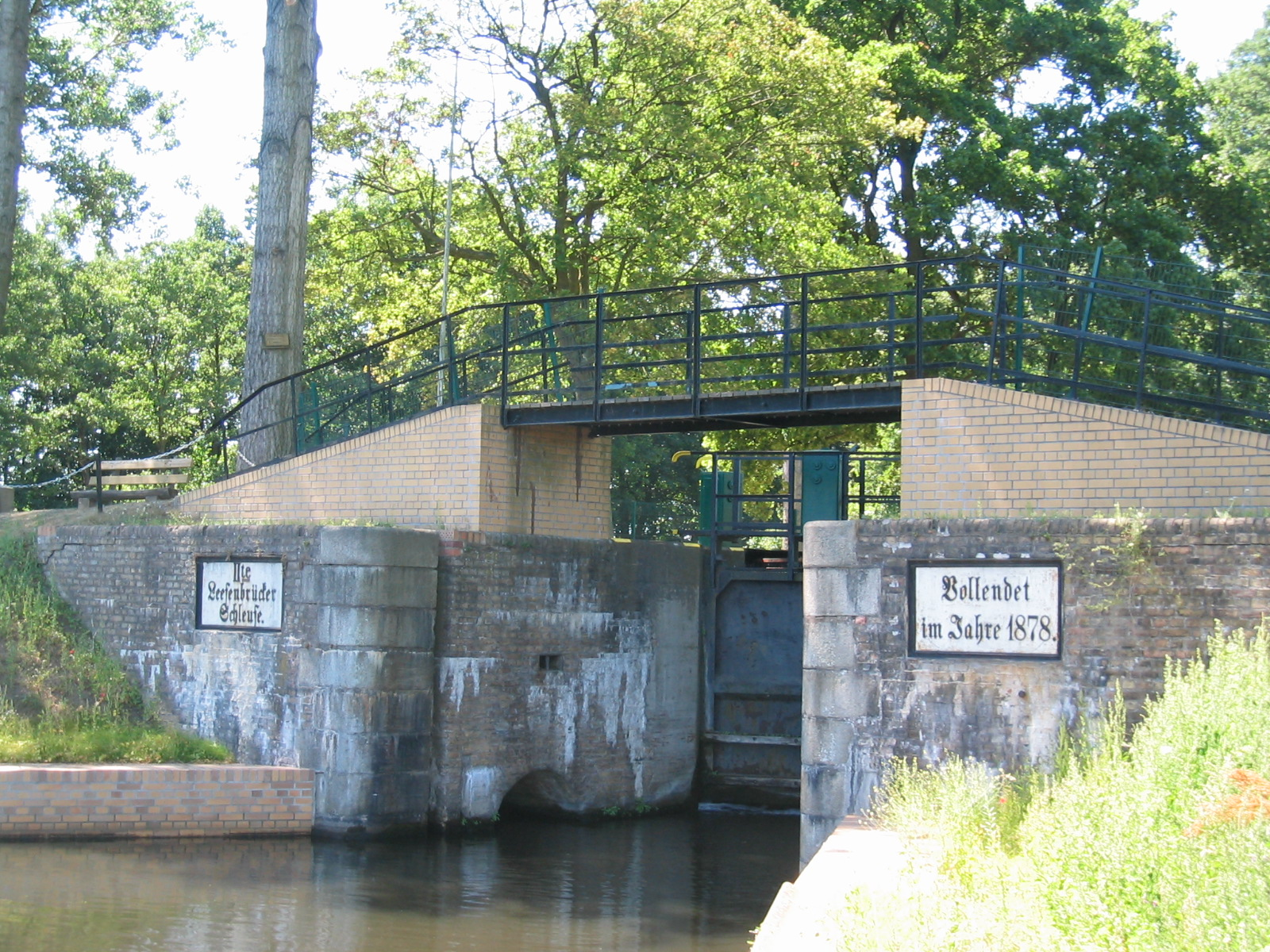
Leesenbrücker Schleuse

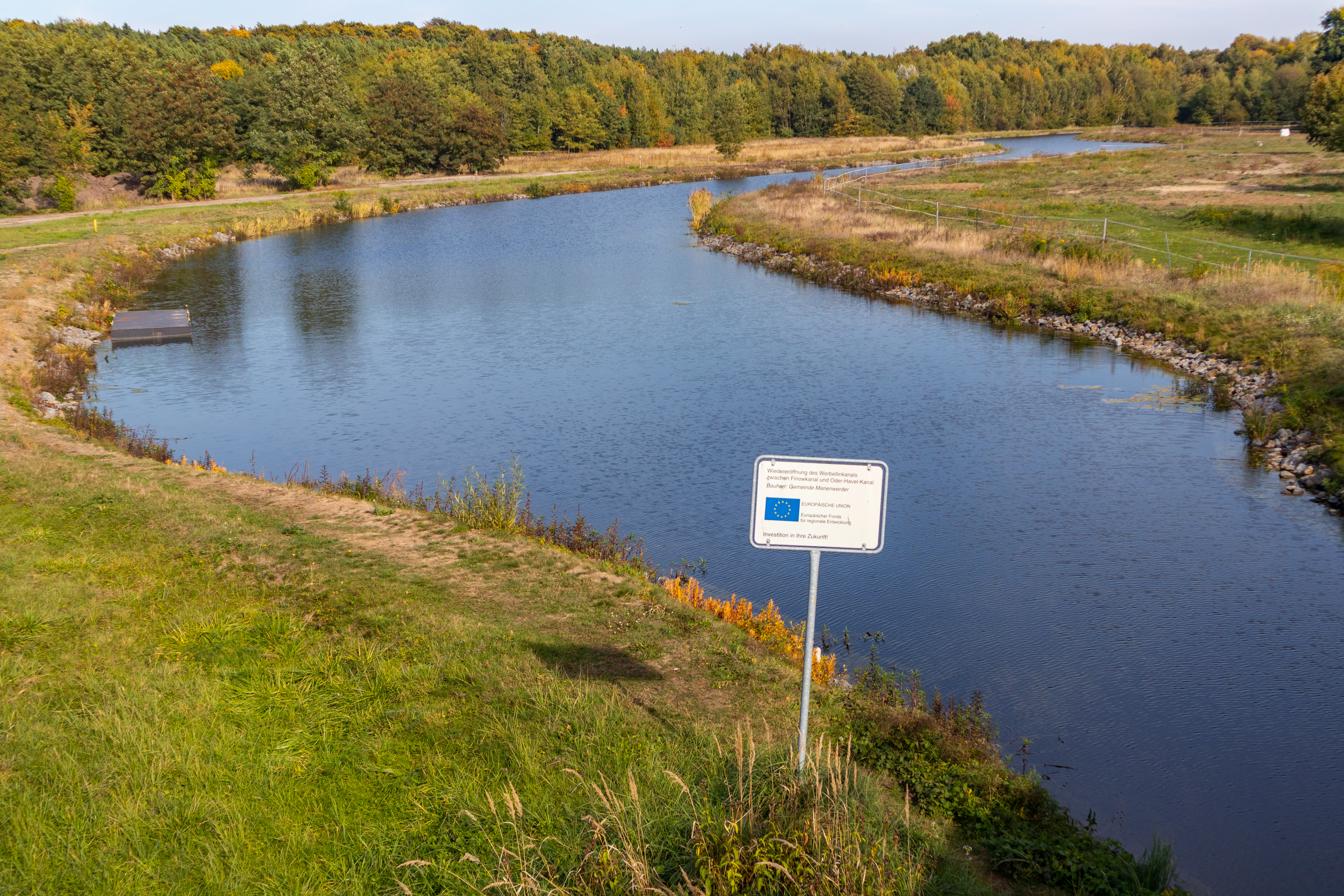
Marienwerder, Blick auf den Werbellinkanal

Die Bundesstraße 167 zwischen Liebenwalde und Eberswalde verläuft im Norden des Gemeindegebietes. Über die Anschlussstellen Finowfurt und Lanke an der A 11 ist Marienwerder mit dem Autobahnnetz verbunden.
Im Ortsteil Ruhlsdorf befindet sich der Bahnhof Ruhlsdorf-Zerpenschleuse. Er liegt an der Regionalbahnlinie RB 27 von Berlin-Karow nach Groß Schönebeck, der sogenannten „Heidekrautbahn“, die von der Niederbarnimer Eisenbahn AG (NEB) betrieben wird.
Der Werbellinkanal, der den Werbellinsee mit dem Oder-Havel-Kanal und dem Finowkanal verbindet, durchquert das Gemeindegebiet. Am Finowkanal befinden sich die Leesenbrücker, die Grafenbrücker und die Ruhlsdorfer Schleuse.

## Persönlichkeiten

### Söhne und Töchter der Gemeinde
- August von Rentzell (1809–1891), Genre- und Tiermaler
- Volker Bogdan (1939–2021), Schauspieler und Synchronsprecher

### Mit Marienwerder verbundene Persönlichkeiten
- Axel Prahl (* 1960), Schauspieler, wohnte von 2003 bis 2010 in Marienwerder[24]